# Sheffieldia neavei
Sheffieldia neavei är en fjärilsart som beskrevs av Druce 1912. Sheffieldia neavei ingår i släktet Sheffieldia och familjen juvelvingar. Inga underarter finns listade i Catalogue of Life.